# Schild (militaire bescherming)

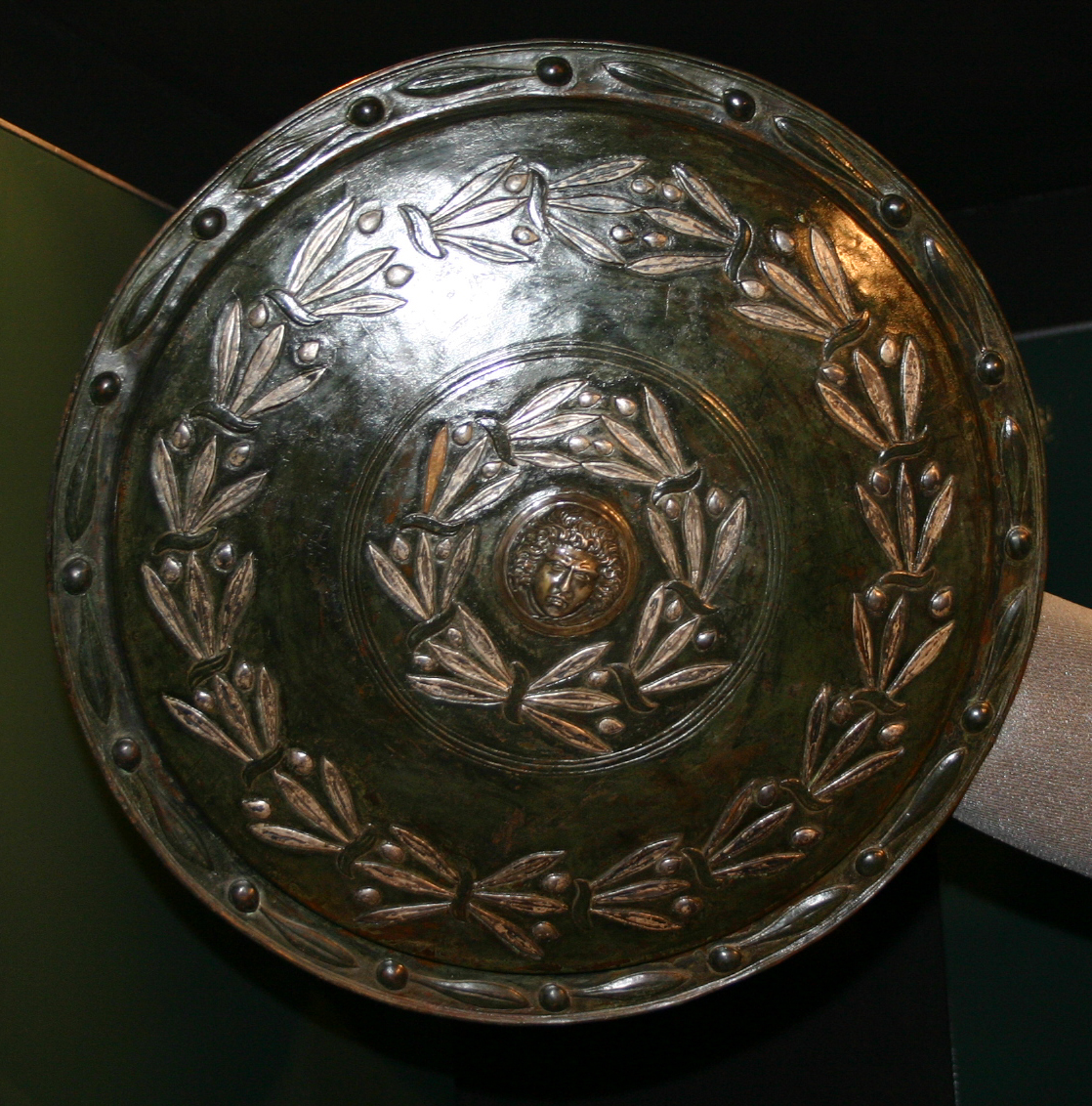
Klassiek, door mensen gemaakt schild

Een schild is een vorm van militaire bescherming.
Onder de term schild wordt een 'beschermende laag' verstaan. Dat kan een hard fysiek (bijvoorbeeld metalen) schild zijn zoals in de historie tribale krijgers en ridders deze gebruikten of van de oproerpolitie en andere speciale teams van de politie zoals bijvoorbeeld de mobiele eenheid. Daarnaast  bestaat het raketschild, dit is een denkbeeldig gebied waarin kwaadaardige projectielen (meestal andere raketten) kunnen worden uitgeschakeld, zoals het Amerikaanse Starwars-project.
Het wapenschild in de heraldiek is oorspronkelijk het schild dat men in het verleden gebruikte als bescherming tegen pijlen, speren e.d. In de heraldische schildvormen komen er ook voor met een halfronde insnijding opzij, waarin een lans (zie: steekspel) kon rusten, de zg. embouché.